# 루이지 노노

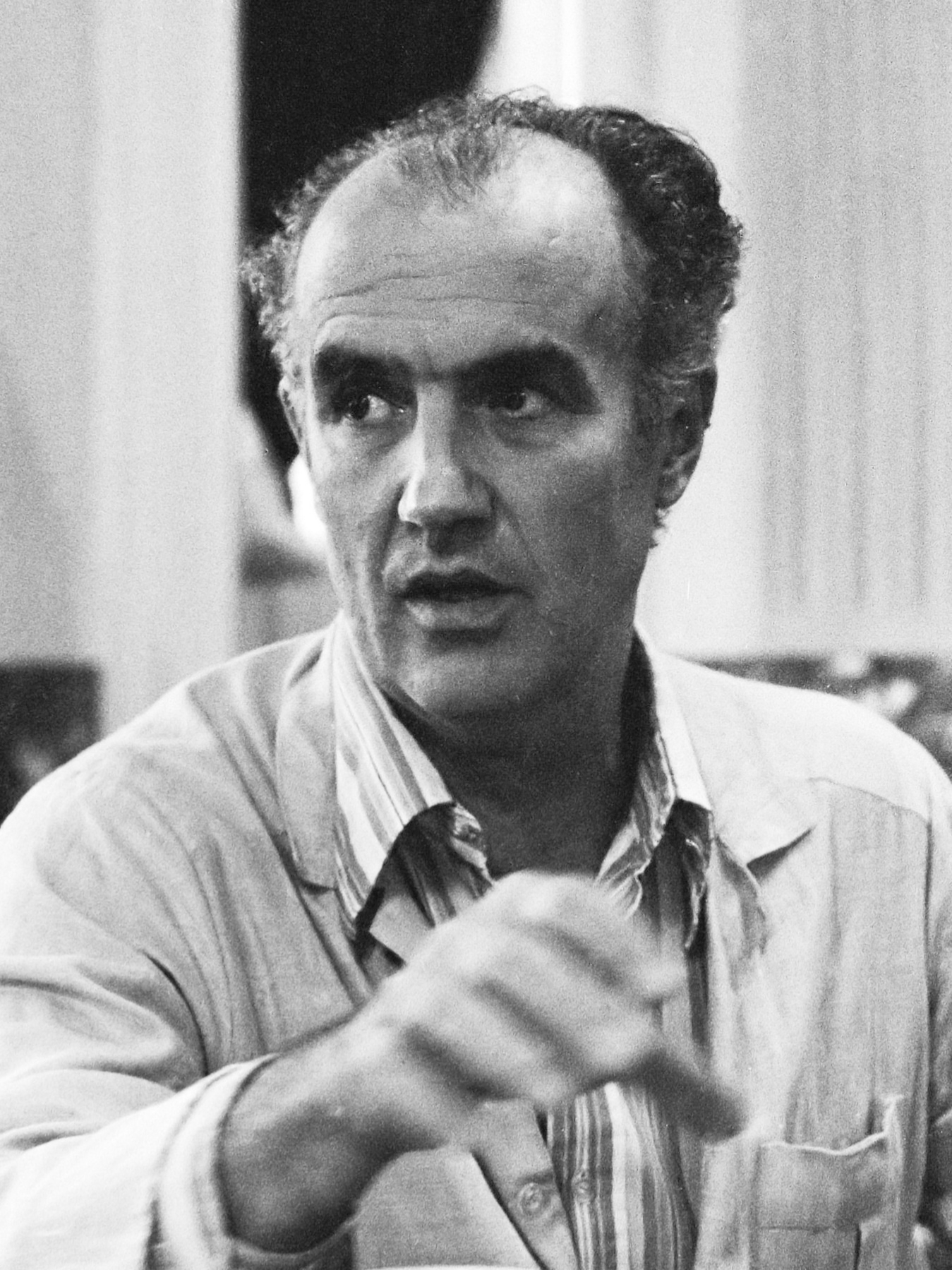
1979년 모습

루이지 노노(Luigi Nono, 1924년 1월 29일 ~ 1990년 5월 8일)는 이탈리아의 베네치아에서 태어났으며 유복한 예술가 집안에서 성장했다.

## 생애

### 초기

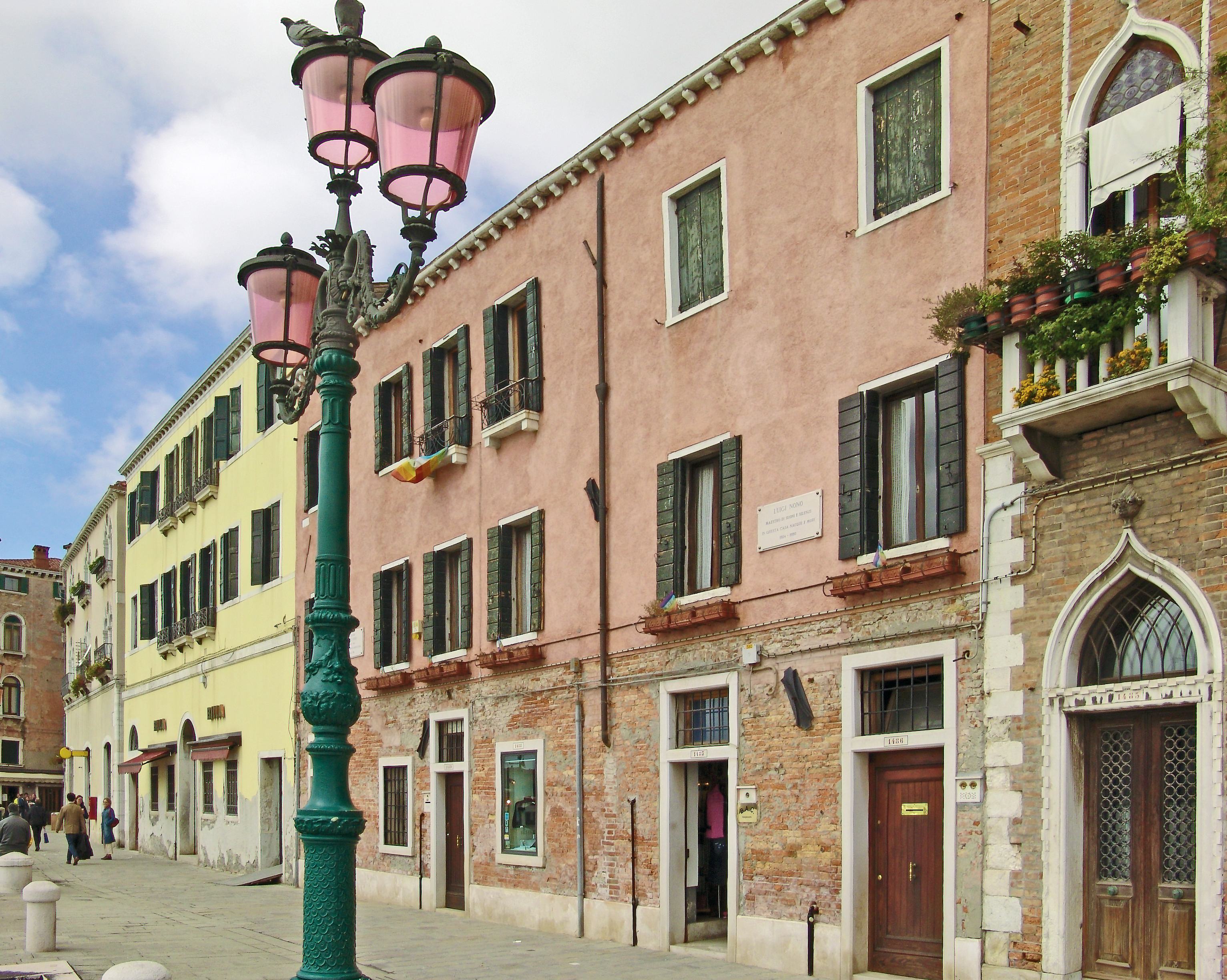
루이지 노노의 생가

베네치아에서 태어나, 1941년부터 베니스 음악원(Venice Conservatory)에서 음악교육을 받았다. 파두아 대학교에서 법학을 전공하였으나 졸업 후 브루노 마데르나(Bruno Maderna)로부터 작곡을 권유 받았다. 마데르나를 통해 그의 지휘 스승이었던 헤르만 셰르헨과 알게 되었고, 노노는 그로부터 음악적 조언과 교수를 받게 된다. 셰르헨으로부터 지도받은 루이지 노노는, 1950년 다름슈타트 하계 현대음악제에 참가하여 《쇤베르크 작품 41번에 의한 카논적 변주곡들(Variazioni canoniche sulla serie dell'op. 41 di A. Schönberg)》을 발표하여 인정받게 된다. 아놀드 쇤베르크의 12음기법에 기초한 이 곡은, 루이지 노노가 파시즘에 항거하는 정열적인 젊은 작곡가라는 인상을 평단에게 심어주었다. 실제로 제2차 세계대전 중에 노노는 레지스탕스 활동에 참여하기도 했는데, 그러한 열렬한 정치적 헌신은 그를 피에르 불레즈나 슈톡하우젠 등의 동시대 다른 작곡가들과 차별화 시키는 주된 공신이었다. 노노는 이들과 함께 1950년대 현대음악의 선구자로 일컬어졌다.

### 다름슈타트 학파
노노의 수많은 초기 작품들은 다름슈타트에서 초연되었다. 그 중에는 《페데리코 가르시아 로르카를 위한 세 묘비명(Tre epitaffi per Federico García Lorca, 1951-53)》, 피카소의 그림을 모델로 하여 전쟁의 참혹함을 묘사한 《게르니카의 승리(La Victoire de Guernic, 1954)》, 《만남(Incontri, 1955)》, 쇤베르크의 딸이자 자신의 약혼녀인 누리아 쇤베르크(Nuria Schönberg)를 위해 쓴 《사랑의 노래(The Liebeslied, 1954)》 등이 있다. 노노와 누리아는 1953년에 만나 1955년에 결혼하게 된다.
《중단된 노래(Il canto Sospeso,1955-56)》는 루이지 노노에게 일약 국제적인 명성을 안겨다주었으며, 베베른의 진정한 계승자라는 타이틀을 거머쥐게 만들었다. 이 음악을 들은 평단은, 노노가 작곡에 있어 타협불가능한 전위적 스타일은 물론 감성과 지조의 표현에 있어서도 믿어지지 않는 수준의 융합을 보여주었다고 극찬했다. 1950년대에 빼놓을 수 없는 걸작으로 꼽히는 이 곡은 파시즘의 희생자들을 추도하기 위해 쓰여진 곡이며, 실제로 정치범 수용소에 수감된 사람들이 처형되기 직전에 쓴 편지의 내용을 포함하고 있다. 노노는 이 곡을 통해 성악과 기악의 모범적인 조화는 물론 가사가 음절에 따라 쪼개지는 새로운 기법을 선보이는 등 음악적으로 혁신적인 토대를 마련했다. 노노는 인터뷰에서 그의 가사 분할 기법의 의도와 중요성에 대해 강조했으나, 슈톡하우젠은 그 자신의 강의에서 노노의 기법은 텍스트의 의미를 전달하는데 문제가 있으며 지나치게 엄격하고 밀도가 높아 실연에서의 효용성이 없다고 비판하였다. 노노는 즉시 항변하였다. 그는 슈톡하우젠의 견해가 잘못되었고 작품을 잘못 이해하고 있으며, 텍스트의 진정한 의미와 음성적 처리에 대해 문외하다고 반박했다. 3년 후 슈톡하우젠은 그의 강의에서 자신이 틀렸음을 인정했지만, 노노의 분노는 쉽게 사그라지지 않았다.
노노는 계속해서 파시즘에 항거하는 작품을 창작하는 데 몰두하였다. 나치 강제수용소를 탐방 한 후 《폴란드인의 일기: 작곡 제2번(Diario Polacco: Composizione No.2, 1958-59)》를 작곡하였고, 오페라를 대체하는 노노만의 장르인 무대극, 《불관용(Intolleranza, 1960)》을 초연한 1961년 4월 13일에는 베니스에 폭동을 유발하기도 했다.
1958년, 《다름슈타트 학파(Darmstadt School)》를 창안한 것은 노노였다. 다름슈타트 학파란 루이지 노노 그 자신과 피에르 불레즈, 브루노 마데르나, 카를하인츠 슈토크하우젠 등에 의해 작곡된 1950년대 작품들을 지칭하는 용어이다. 그는 다름슈타트 학파의 중요성을 시각 예술과 건축에서의 ‘바우하우스 양식’의 중요성에 비견하였다.
1959년 1월, 노노는 ‘현 시대의 음악에 있어서의 역사와 현재’라는 주제의 강의에서 우연성 음악을 크게 비판하고 미국의 존 케이지를 위시한 우연성 음악의 작곡가들로부터 거리를 두었다. 비록 슈톡하우젠 본인은 존 케이지의 음악과 자신의 창작물을 대립선상에서 설명하고 있었으나 노노의 시각에서 우연성 음악은 파시즘적 전체주의 구조를 반영하고 있을 뿐이었다. 결국 두 사람 사이에서는 결렬한 논쟁이 벌어졌고, 과거 《중단된 노래》에 대한 슈톡하우젠의 비판적 해석건까지 끄집어내 결국 둘의 우정은 끝나게 된다. 이로써 자연히 노노와 슈톡하우젠, 그리고 불레즈로 구성된 아방가르트 3인방은 해체된다.

### 6-70년대

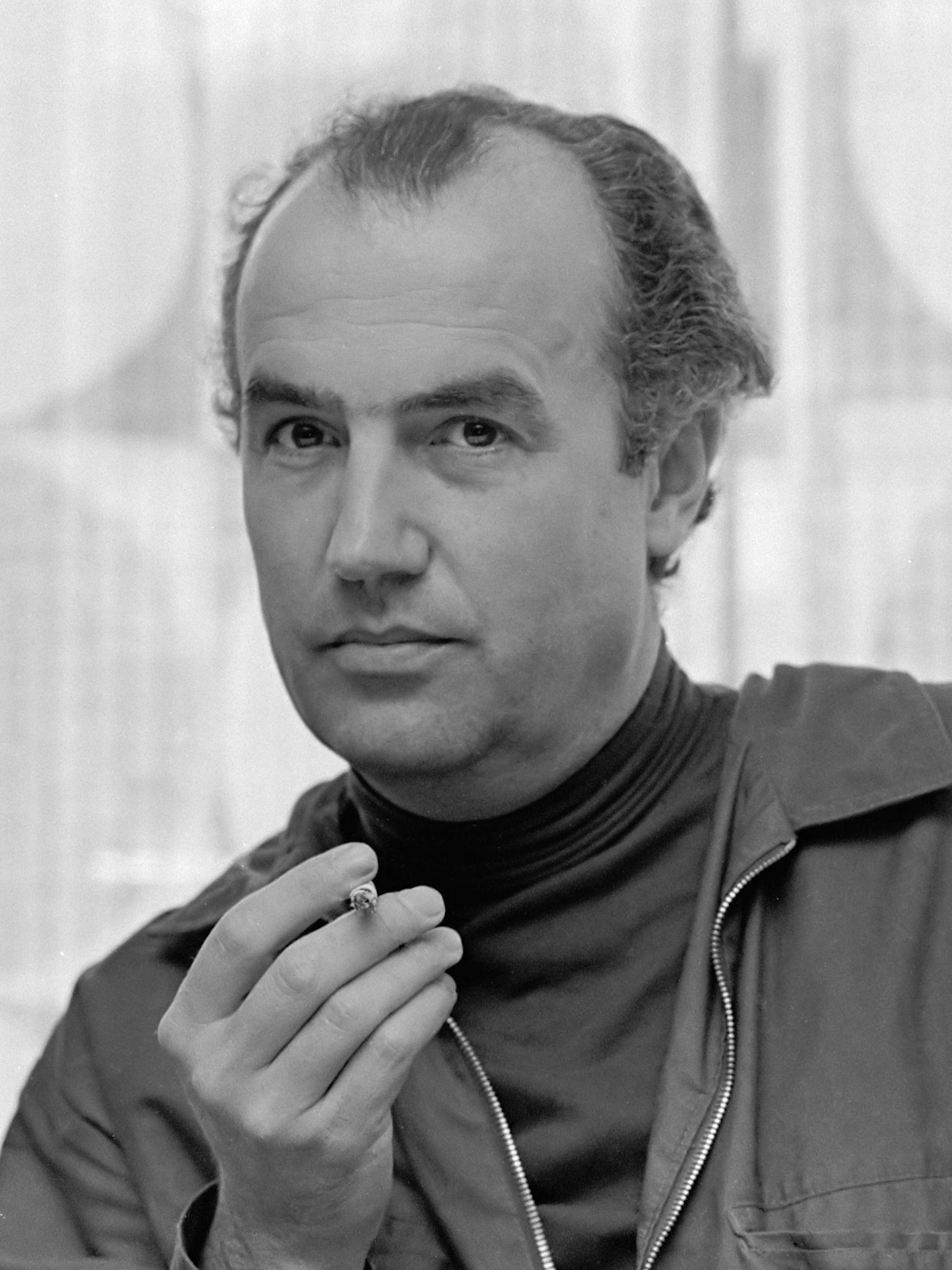
힐베르쉼에서, 1970년

《불관용(Intolleranza, 1960)》은 작곡가의 초기 스타일과 심미성에 있어 최고의 정점을 보여준다고 평가 받는 작품이다. 자본주의 사회에서 역경을 겪고 있는 한 이민자의 다양한 스토리를 노래하고 있으며, 현대 사회의 노동 착취, 정치적 수감 및 고문, 강제 수용소, 피난처 등의 현실을 고발하고 있다. 오페라라는 표현을 극단적으로 싫어한 노노는 자신의 음악을 《무대극(Azione Scenica)》이라고 명명했다. 무대극에서 그는 대규모 오케스트라와 합창단, 녹음 테이프 및 확성기를 사용했고, 보다 극적인 표현력을 위해 환등기(영사기의 원형)까지 동원하였다. 앤젤로 리펠리노(Angelo Ripellino)의 대본은 정치적 슬로건, 시, 브레히트와 사르트르의 인용구들로 이뤄져 있으며, 이는 노노의 거칠고 번뇌에 가득한 음악과 합세하여 자본주의의 폐해를 격렬하게 협공했다. 이 곡이 초연되었을 때 관중석에는 좌파와 우파 당원들이 골고루 앉아 있었는데 이로 인해 결국 폭동이 발발되었다. 신나치주의자들은 악취탄을 터뜨리며 공연을 중단시키려 했지만 결국 공연은 끝까지 성사되었다. 노노는 후에 이 곡을 쇤베르크에게 헌정하였다.
1960년대 들어서 노노의 음악 활동은 보다 더 노골적이고 공격적으로 변모했는데, 그것은 곡의 제목에서도 여실히 드러난다. 《삶과 사랑의 노래: 히로시마의 다리 위에서(Canti di vita e d’amore: Sul ponte di Hiroshima, 1962)》는 핵폭탄으로 인한 대재앙에 대해 경고하고 있으며, 《불 켜진 공장(La Fabbrica Illuminata, 1964)》은 자본가들의 착취에 대해 항거하고 있으며, 그 밖에 나치의 전쟁범죄와 전체주의를 비판하였다. 베트남 전쟁에서의 미국식 제국주의를 비판한 《숲은 젊고 생명으로 가득 차 있다(A floresta e jovem e cheja de vida, 1966)》에서는 정치적 이슈의 구체적인 상황을 묘사하는 소리를 만들어내기 위해 정치 연설이나 슬로건, 잡음 등의 다큐멘터리적 요소를 녹음한 테이프와 전자음들을 활용하기 시작했다. 노노는 마르크스적 신념을 가슴에 품고 안토니오 그람시의 작품을 재해석하였으며, 그 급진적인 음악을 연주회장 밖으로 가져와 대학, 노동조합, 그리고 공장 등에서 연주하고 강의를 펼쳤다.
《불관용(Intolleranza, 1960)》을 발표한 이후 노노의 두 번째 시기의 정점에 달한 작품은 그의 두 번째 무대극인 《사랑이 충만한 위대한 태양(Al gran sole carico d'amore, 1972-74)》이다. 이 작품은 당시 모스크바의 타강카 극장(Taganka Theatre)의 감독이었던 유리 류비모프와의 공동작업 하에 창작되었다. 이러한 대규모의 무대 작품에서 노노는 공산주의와 계급투쟁에 관한 역사적 사건들을 극적인 화법으로 제시했다. 주제는 1871년의 파리 코뮌이나 1917년의 러시아 혁명 등 실패로 끝난 혁명들었다. 《사랑이 충만한 위대한 태양》은 1975년 초연되었으며 노노의 주옥같은 작품 중 하나로 꼽힌다. 이 시기에 노노는 소련을 방문하여 알프레드 슈니트케로 하여금 아방가르트 음악의 실천에 눈을 뜨게끔 하는 등 활발히 해외로 여행을 다녔으며, 라틴 아메리카인들을 가르치고, 좌파 인사들 및 운동가들과 친분을 쌓았다. 특히 그 중에 칠레의 혁명가였던 루치아노 크루즈(Luciano Cruz)가 암살 당하자 노노는 그를 몹시 애도하며 《힘과 빛의 물결처럼(Como una ola fuerza y luz, 1972)》을 작곡했다. 《이 곡은 사랑이 충만한 위대한 태양》에서 보였던 대담하고 표현주의적인 스타일에 대규모 오케스트라와, 테이프, 전자음 등이 가세하여 일종의 음성 해설이 곁들여진 피아노 협주곡과 같은 곡이었다.
절친한 동료인 마우리치오 폴리니를 위해 작곡한 《잔잔한 파동이 지속되다(Sofferte onde serene, 1976)》에서 피아노와 테이프를 사용하는 기법으로 복귀했다. 《조용한 파편들, 현악4중주를 위한 디오티마(Fragmente-Stille, an Diotima for string quartet, 1980)》의 악보에는 휠덜린(F. Hölderlin)의 시에서 발췌한 53개의 인용구가 배치되어 있고, 이 인용구들은 내면세계의 섬세함을 묘사하는 것으로 연주 도중 연주자들에 의해 사근사근 불려야 했던 탓에 연주자들은 물론 청중들도 노노의 음악 중 가장 난해한 음악으로 꼽게되었다. 본에서 열린 베토벤 페스티벌을 위해 위촉된 작품으로 매우 드문 스타일의 고도의 집중력이 요구되는 작품으로써, 독일 전반에서 노노의 음악을 재조명하는 계기를 마련해준 곡이다.

### 80년대

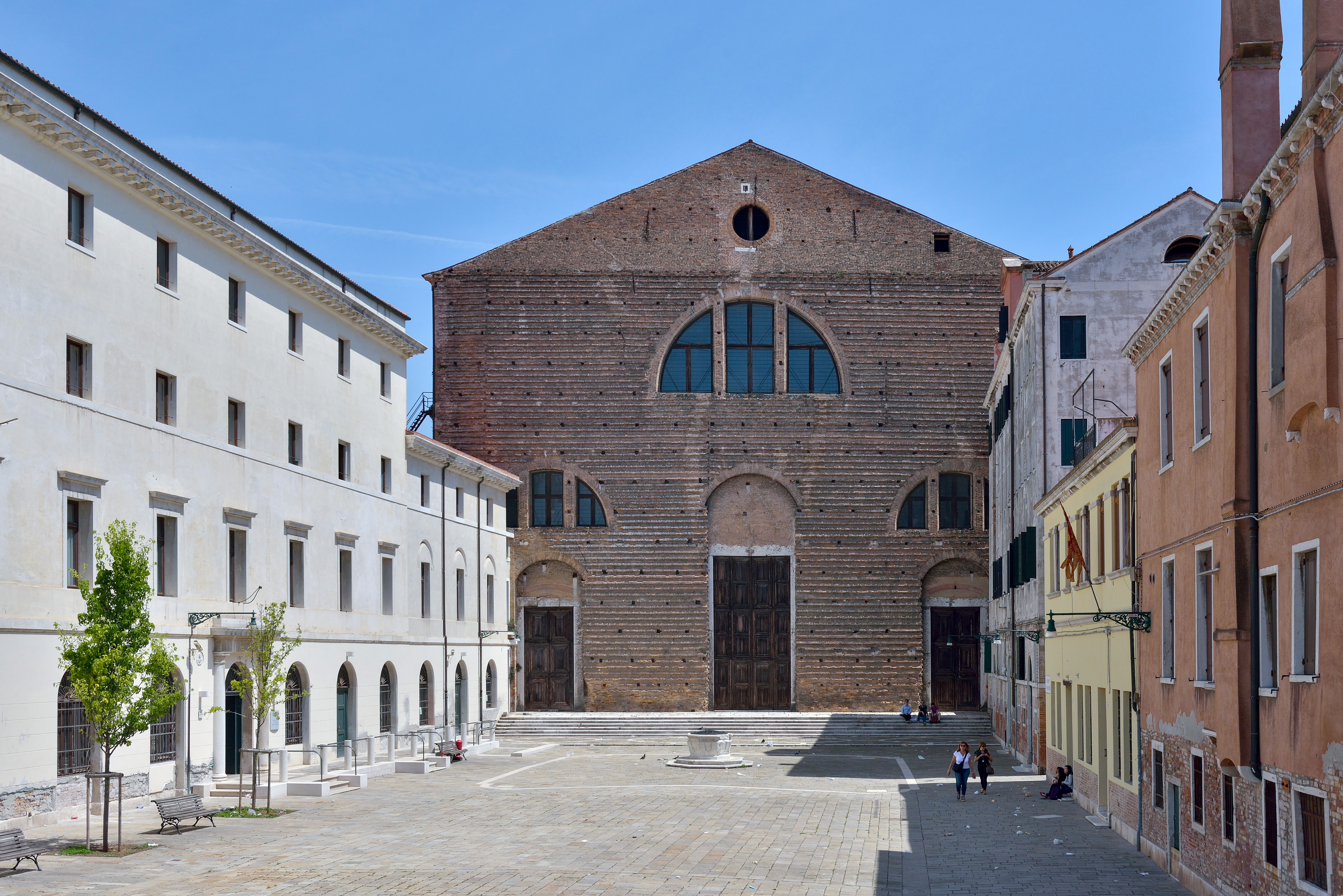
1984년 《프로메테우스》의 초연이 이루어진 산 로렌초 교회

새로운 사운드의 가능성을 실험하고 작곡 테크닉에 대한 다른 각도로의 접근법을 마련하기 위해 노노는 전문 음악인들과의 교류에 적극적으로 활동했다. 이러한 협력 작업은 《신선함을 숨쉬다(Das atmende Klarsein, 1981-82)》, 소련의 폭정을 고발한 《폴란드인의 일기 2(Diario polacco II, 1982)》, 및 《비정한 괴물들에 대한 두려움(Guai ai gelidi mostri, 1983)》 등의 작품들에서 그 결실을 맺었다. 노노의 새로운 기법은 음향이 공간에서 순환하도록 설계되었으며, 이러한 음상의 차원이 소리의 배출만큼이나 중요하게 다루어졌다. 시간과 공간에 대한 새로운 개념이 이러한 혁신적인 시도의 중심에 자리잡았다. 이 시기의 명작들은 그의 위대한 업적을 기리는데 빠질 수 없는 중요한 부분으로 평가되고 있다.
노노는 베니스의 철학자이자 후에 시장으로 선출된 마시모 카치아리(Massimo Cacciari)와 친분을 맺게 되었다. 마시모 카치아리는 80년대 작곡가들의 사유에 큰 영향력을 끼친 인물로 노노는 그의 영향으로 인해 발터 벤야민과 같은 독일 철학자들의 사상에 심취하게 되었다. 벤야민의 사상으로부터 영향을 받아 작곡한 곡이 바로 그 유명한 《프로메테우스(Prometeo: tragedia dell' ascolto, 1984-85)》이다. 이와 같은 노노의 후기 음악들은 벤야민 철학, 특히 그의 역사관에 깊은 토대를 두고 있으며, 특히 《프로메테우스》는 20세기의 가장 훌륭한 작품들 중 하나로 평가받고 있다.
그의 대작으로 꼽히는 《아야쿠초의 보행자들(Caminantes... Ayacucho, 1986–87)》은 극도의 빈곤과 사회적 불안을 겪고 있던 페루의 남부지역으로부터 영감을 얻어 작곡되었으며, 《유토피아적 미래에 대한 잔잔한 향수(La lontananza nostalgica utopica futura, 1988-89)》의 경우 작곡가가 일생동안 도전해 왔던 정치적 개혁과 사회적 정의에 대한 가슴 저미는 코멘트가 덧붙여진 곡이다.

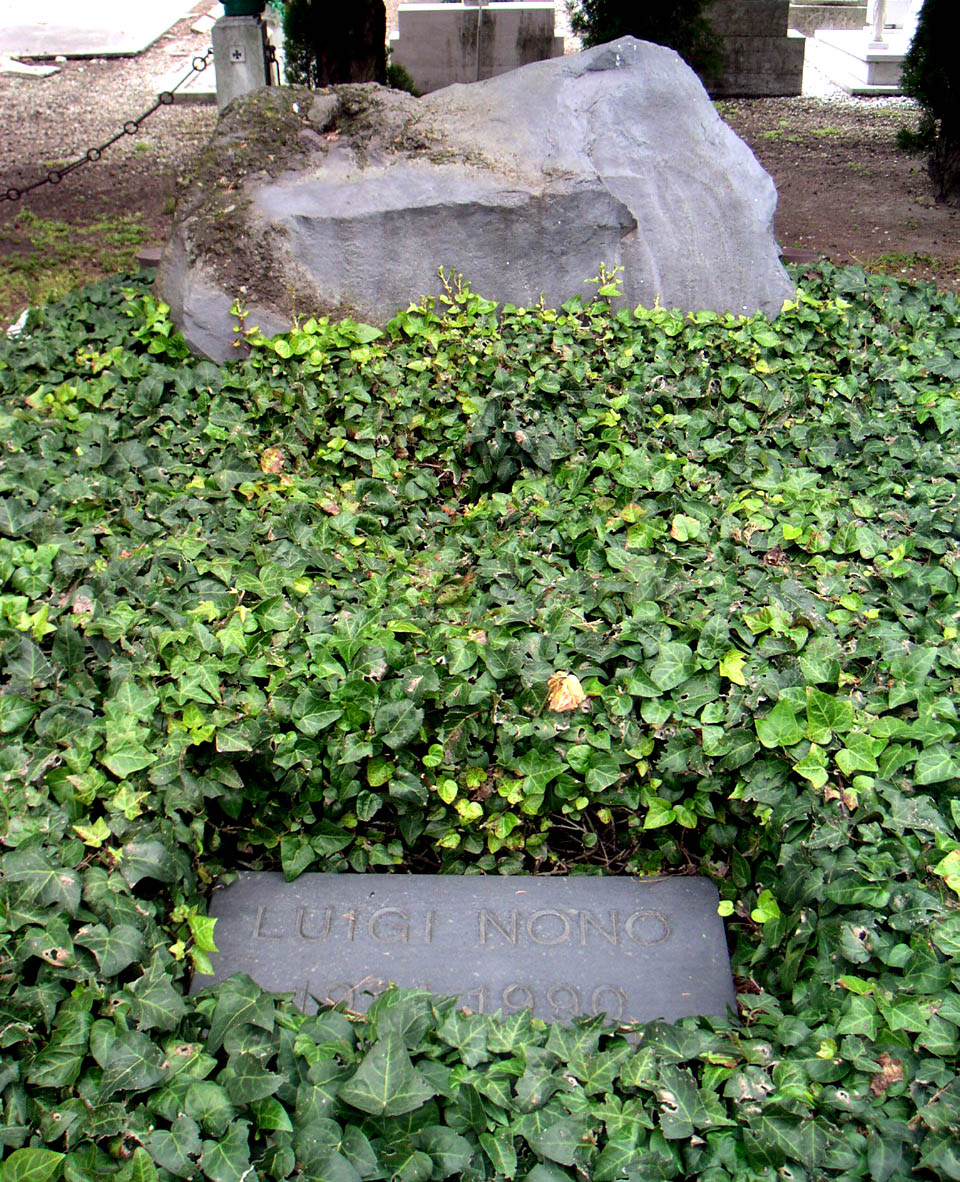
베네치아 산 미켈레 공동묘지에 있는 노노의 묘지

죽음을 얼마 앞둔 시점에서 우연히 접하게 된 톨레도의 한 수도원에 적힌 "여행에는 정해진 길이 없다. 여행 그 자체만이 있을 뿐이다.(Traveller, there is no pathway, there is only traveling itself.)"라는 글귀는 그의 모토로 자리잡게 되었다. 노노는 1990년 베네치아에서 사망했다. 독일 작곡가인 디터 슈네벨(Dieter Schnebel)은 루이지 노노가 매우 위대한 인물이었음을 추도하였고, 생전에 노노를 알고 지냈거나 그의 음악으로부터 영향을 받았던 많은 사람들이 그 추도에 함께 했다. 노노는 스트라빈스키, 디아길레프, 그리고 에즈라 파운드와 같은 위대한 예술가들이 묻힌 산 미켈레 섬에 묻혔다.
불행히도 영미 문화권에서 노노의 영향력은 이제서야 겨우 효과를 발현하기 시작했다. 반면, 유럽 대륙에서의 노노의 영향력은 상상을 초월하여, 수많은 작곡가들은 물론 건축가인 다니엘 리베스킨드(Daniel Liebeskind)나 소설가인 움베르토 에코(Umberto Eco) 등도 노노와 그의 음악의 표현성, 그리고 그의 사회적 앙가주망에 대한 존경을 마지 않았다.
1993년, 루이지 노노의 아내 누리아 쇤베르크 노노는 그가 남긴 유산을 보존하기 위한 노력의 일환으로 루이지 노노 박물관을 설립하였다.